# Avril 1889

## Événements
- 1er avril, France : fuite de Boulanger en Belgique. Suicide en septembre 1891.
- 21 avril, Canada : arrestation de Donald Morrison pour s'en être pris à un shérif.
- 22 avril : ruée sur l’Oklahoma.
- 23 avril : fondation du Parti social-démocrate de Suède.
- 30 avril, France : les ailes du Moulin Rouge tournent pour la première fois.

## Naissances
- 7 avril : Gabriela Mistral (Lucila Godoy y Alcayaga), poétesse chilienne.
- 12 avril :
  - Jan Cornelis Hofman, peintre néerlandais († 30 avril 1966).
  - Said Souchinski, chanteur azéri († 1er novembre 1965).
- 16 avril : Charlie Chaplin, acteur, réalisateur, scénariste et compositeur († 25 décembre 1977).
- 20 avril :
  - Adolf Hitler, homme politique, dictateur et Führer du troisième Reich allemand, dirigeant du parti nazi allemand († 30 avril 1945).
  - Ibn Assidim, juriste, universitaire et écrivain libanais d’expression française († 19 mars 1965).
- 21 avril : Paul Karrer, chimiste.
- 25 avril : Paul Deman, coureur cycliste belge († 31 juillet 1961).
- 26 avril : Ludwig Wittgenstein, philosophe autrichien († 1951).

## Décès
- 9 avril : 
  - Andrew Charles Elliott, premier ministre de la Colombie-Britannique.
  - Eugène Chevreul, chimiste français (° 1786).
- 23 avril : Jules Barbey d'Aurevilly, écrivain français (° 1808).